# Томас, Люэлин
Лю́элин Хи́ллет То́мас (англ. Llewellyn Hilleth Thomas; 21 октября 1903, Лондон — 20 апреля 1992, Роли) — британский и американский физик-теоретик и специалист по прикладной математике. Научные работы Томаса посвящены атомной, ядерной и молекулярной физике, теории относительности, астрофизике, гидродинамике, теории ускорителей элементарных частиц, созданию и использованию вычислительных методов решения физических задач. К основным достижениям учёного относятся использование релятивистских эффектов для расчёта спин-орбитального взаимодействия в атоме водорода (прецессия Томаса) и создание приближённой теории многочастичных квантовых систем (теория Томаса — Ферми).

## Биография

### Лондон — Кембридж — Копенгаген (1903—1929)
Люэлин Хиллет Томас родился в Лондоне и был старшим из пяти детей в семье, имевшей валлийские корни. Его отец Чарльз Джеймс Томас был медицинским инспектором Лондона (medical officer for health). До семи лет Хиллет, как его обычно называли родственники и друзья, воспитывался дома матерью Уинифред Мэй Томас (до замужества Льюис), которая обучила сына чтению, письму, арифметике, элементарной геометрии и истории. Затем он поступил в частную начальную школу, а с 11 до 18 лет посещал лондонскую частную школу Merchant Taylor’s School, где изучал латинский и греческий языки, математику, физику и химию, в том числе по книгам Дж. Дж. Томсона (Elements of Electricity and Magnetism), Джеймса Джинса (Mechanics) и Уильяма Осгуда (Calculus). В 1919 году Томас сдал вступительные экзамены в Лондонский университет, а в 1921 году — экзамены, предшествующие выпускному (intermediate examination), и получил стипендию на обучение в Тринити-колледже Кембриджского университета с упором на чистую и прикладную математику. В Кембридже он посещал лекции Чарльза Галтона Дарвина, Джона Литтлвуда, Джеффри Тэйлора, Ральфа Фаулера, Артура Эддингтона, Артура Милна и Джозефа Лармора. В 1923 году Томас получил стипендию на обучение в высшем колледже (senior college scholarship), а спустя год, после успешного прохождения математического курса (Mathematical Tripos), получил степень бакалавра искусств по математике с отличием и стипендию Исаака Ньютона (Isaac Newton Studentship).
К этому времени Томас начал работать под руководством Ральфа Фаулера над вопросами, связанными с квантовой теорией строения атома. Квантовая механика ещё не была создана к этому моменту, поэтому проблема прохождения заряженных частиц через вещество рассматривалась начинающим учёным в рамках так называемой старой квантовой теории, в частности им использовались некоторые результаты Дугласа Хартри (другого ученика Фаулера), касавшиеся орбит электронов в атоме Бора. Томас также написал работу по адиабатическим инвариантам в квантовой теории и был награждён за неё премией Смита (Smith's Prize). В 1925 году Томас получил стипендию на прохождение стажировки (traveling fellowship) и отправился на год в Институт Нильса Бора в Копенгагене, один из основных центров, где в то время как раз создавалась квантовая механика. Однако, по его собственному признанию, Томас «всегда медленно принимал новые идеи и ничего из этого не понимал в течение четырёх или пяти лет».
За время пребывания в Копенгагене молодой учёный, работая самостоятельно, получил несколько важных результатов. В статье «Вычисление атомных полей» (англ. The calculation of atomic fields, 1927) он разработал квазиклассическую статистическую модель атома, в которой электроны распределены однородно по фазовому пространству, причём электронная плотность однозначно связана с потенциальной энергией в электромагнитном поле, создаваемом ядрами и другими электронами. Получив самосогласованное уравнение для потенциала и численно решив его, Томас смог вычислить значение эффективного ядерного заряда, экранированного электронами, в удовлетворительном согласии с данными, взятыми из других источников. Теория была в 1927 году независимо развита Энрико Ферми, который применил для её разработки новую квантовую статистику, обобщена в 1930 году Полем Дираком, который учёл обменное взаимодействие между электронами, и потому носит название теории Томаса — Ферми или теории Томаса — Ферми — Дирака. В последующие годы модель Томаса — Ферми, несмотря на свою ограниченность, широко использовалась для получения приближённых качественных результатов в атомной и ядерной физике, физике плазмы, астрофизике, физике твёрдого тела и послужила прототипом современной теории функционала плотности, разработанной в середине 1960-х годов.

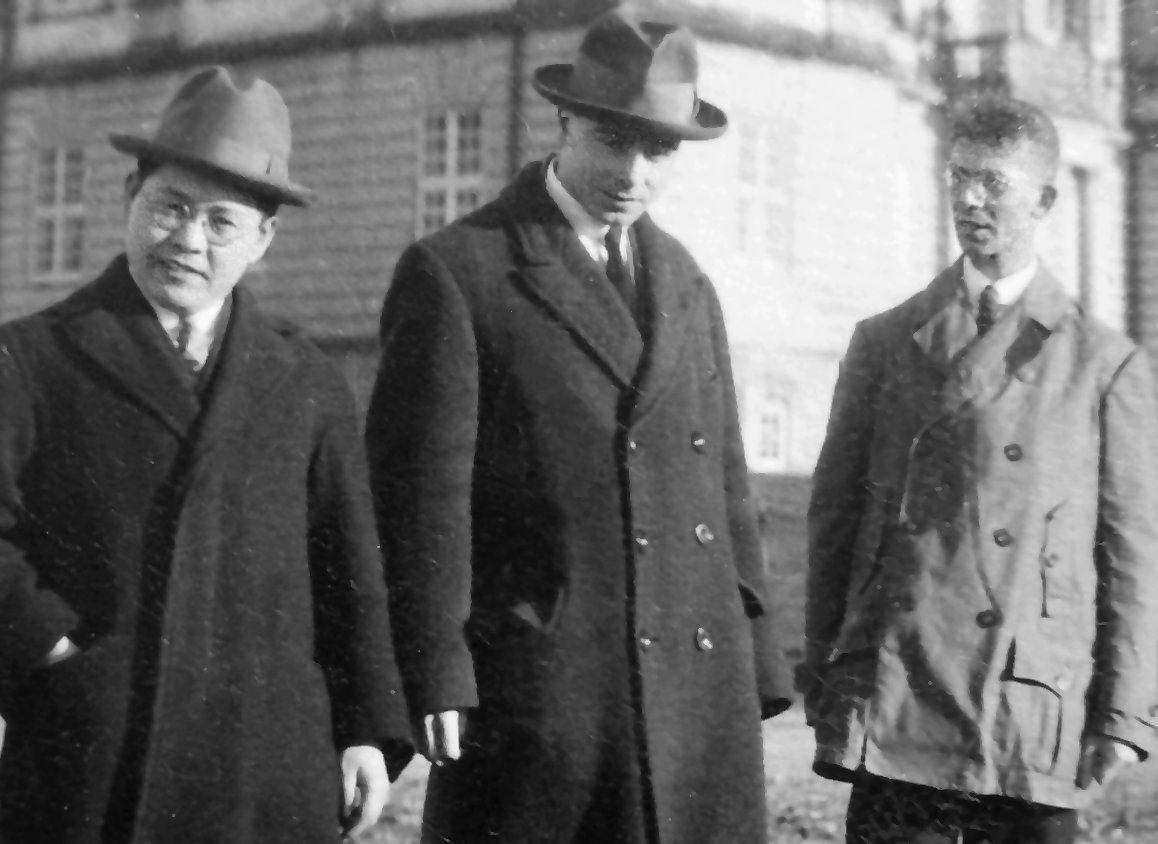
Ёсио Нисина, Люэлин Томас и Фридрих Хунд (Копенгаген, 1926)

Другим достижением Томаса за время нахождения в Копенгагене стало объяснение величины расщепления линий тонкой структуры спектров за счёт так называемой прецессии Томаса — релятивистской поправки к спин-орбитальному взаимодействию, которая возникает вследствие некоммутативности сложения скоростей и которую необходимо учитывать при рассмотрении движения частицы со спином (электрона) вокруг ядра. Гипотеза спина, предложенная незадолго до этого Гаудсмитом и Уленбеком, вызывала сомнения, поскольку давала величину расщепления линий в атоме водорода, которая в два раза превышала наблюдаемую на опыте. Учёт релятивистских эффектов объяснил появление в формуле коэффициента {\displaystyle 1/2}, часто называемого фактором Томаса, и тем самым позволил получить согласующуюся с экспериментальными данными тонкую структуру линий и их расщепление в аномальном эффекте Зеемана. Позже, в 1926 году, Томас рассмотрел общую задачу о движении вращающегося электрона во внешнем электромагнитном поле и получил уравнения, которые были переоткрыты в 1959 году и известны под названием уравнений Баргмана — Мишеля — Телегди (Bargmann-Michel-Telegdi equation). Эти соотношения нашли применение для объяснения эффектов спиновой поляризации в электрон-позитронных накопительных кольцах и в экспериментах с мюонами. Статья Томаса «Движение вращающегося электрона» (англ. The Motion of the Spinning Electron, 1926) сыграла решающую роль в принятии представлений о спине и убедила в его существовании даже такого скептика, как Вольфганг Паули.
По возвращении в Кембридж Томас был избран членом (fellow) Тринити-колледжа, в 1927 году защитил докторскую диссертацию, а ещё год спустя получил степень магистра искусств.

### Университет штата Огайо (1929—1946)
В 1929 году по рекомендации Фаулера Томас получил место доцента (assistant professor) в Университете штата Огайо, а в 1936 году он занял должность полного профессора физики. Здесь он преподавал ряд курсов по различным разделам физики, астрофизики и астрономии. В это время его научные интересы охватывали широкий круг тем: атомная и ядерная физика, астрофизика, квантовая теория сложных молекул и твёрдых тел, физика ускорителей, квантовая теория поля, динамика газов и жидкостей, вычислительная математика. Так, в 1930 году он написал пионерскую статью, посвящённую радиационной вязкости, то есть излучению электромагнитных волн движущимися потоками вещества, например, в окрестностях звёзд. В другой важной работе, написанной в 1935 году, Томас рассмотрел проблему взаимодействия между нуклонами и приложил свои результаты к описанию структуры ядра трития. В 1938 году он показал, что при определённой конфигурации магнитного поля, предполагающей периодическую зависимость от азимутального угла, орбиты заряженных частиц в циклотроне оказываются устойчивыми и изохронными. Этот результат лёг в основу идеи изохронного циклотрона, устройства, которое нашло широкое применение в ядерной физике и медицине.
Во время Второй мировой войны, в 1943—1945 годах, Томас работал на Абердинском испытательном полигоне, в Лаборатории баллистики (Ballistic Research Laboratory). Здесь он занимался военными исследованиями в области баллистики и физики взрыва, написал несколько внутренних отчётов и статью, посвящённую ударным волнам. Среди его коллег были Грегори Брейт, Субраманьян Чандрасекар и Эдвин Хаббл. После войны Томас продолжал сотрудничество с этой лабораторией и состоял членом её научного комитета. Учебный 1945/46 год стал последним, который он провёл в университете штата Огайо.

### Колумбийский университет и IBM (1946—1968)

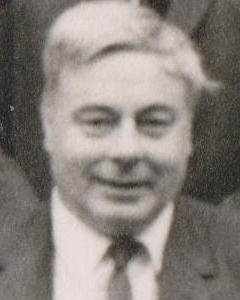
Люэлин Томас (Копенгаген, 1963)

В 1946 году по рекомендации Исидора Раби и Джона фон Неймана Томас был приглашён на работу в только что организованную при Колумбийском университете Лабораторию научных вычислений имени Томаса Дж. Уотсона (Watson Scientific Computing Laboratory), которая финансировалась корпорацией IBM. В соответствии с условиями работы в компании, он занял должность «техника» (technician) и занимался проблемами применения вычислительных машин для научных исследований, а также читал в университете лекции по методам численного решения дифференциальных уравнений. Ещё в 1946 году Томас первым выдвинул идею памяти на магнитных сердечниках, позже разработал принципы хранения информации при помощи электромагнитной линии задержки, предложил метод решения систем линейных уравнений, известный как алгоритм Томаса, одним из первых использовал компьютерные методы для решения ряда физических задач (например, нахождения методом итерации волновых функций системы трёх квантовых частиц, решения задач гидродинамики, теории упругости, вычисления распределения электронной плотности в атомах). Роль Томаса в осуществлении в лаборатории различных программ и исследований была столь велика, что её директор Уоллес Эккерт как-то заметил: «Вероятно, на схеме организационной структуры должна быть отдельная ячейка с именем Томаса». Кроме того, в 1950 году он получил место профессора на физическом факультете университета, где читал лекции по общей теории относительности, теории групп, квантовой механике, магнитогидродинамике. Его работы в области физики в этот период были посвящены изучению динамики релятивистских частиц, гидродинамике, вычислению распределения заряда в сложных атомах и т.д. Благодаря разносторонности и глубине знаний Томас получил на физическом факультете известность как «мудрец со 116-й улицы» (the sage of 116th Street).
В 1954 году, когда в США разрабатывались проекты больших спутников, Томас предложил способы защиты от потенциально вражеских космических аппаратов. Это привлекло к нему внимание в разгар маккартизма, поскольку он не был американским гражданином и потому его деятельность вызывала подозрения. Чтобы получить допуск к секретной работе и избавиться от проблем, в 1957 году Томас получил гражданство США. Кроме Лаборатории баллистики, он сотрудничал с Лабораторией морской артиллерии (Naval Ordnance Laboratory) и проектом «Шервуд» (Project Sherwood) Комиссии по атомной энергии. В 1968 году Томас вышел в отставку со своих постов в Уотсоновской лаборатории и Колумбийском университете.

### Последние годы (1968—1992). Семья
После выхода в отставку Томас стал приглашённым профессором физики и математики в Университете Северной Каролины, где преподавал и занимался исследованиями до 1976 года. В 1980 году физический факультет этого университета учредил ежегодную Томасовскую лекцию (L. H. Thomas Lecture), читать которую приглашают видных учёных. Томас скончался в Роли (Северная Каролина) 20 апреля 1992 года в возрасте 88 лет.
Со своей будущей женой Наоми Эстель Фреч (Naomi Estelle Frech) Томас познакомился осенью 1929 года в университете штата Огайо, где девушка была студенткой. Она получила степень магистра искусств в области спектроскопии в 1932 году, а спустя год они поженились. В течение следующих девяти лет у них родилось четверо детей — два мальчика (один из них умер в восьмилетнем возрасте) и две девочки. Наоми Эстель работала учителем математики и физики в Packer Collegiate Institute и пережила мужа почти на 16 лет.

## Награды и членства
- Премия Смита (Smith's Prize, 1925)[18]
- Член Национальной академии наук США (1958)[17]
- IBM Fellow (1963)[17]
- Почетный доктор наук Кембриджского университета (1965)[10]
- Премия Дэвиссона — Джермера (Davisson–Germer Prize, 1982)[17]
- Член Американского физического общества, Американской ассоциации содействия развитию науки, Королевского астрономического общества и др.[17]

## Основные публикации
- Thomas L. H. The motion of the spinning electron (англ.) // Nature. — 1926. — Vol. 117. — P. 514. — doi:10.1038/117514a0.
- Thomas L. H. The calculation of atomic fields // Mathematical Proceedings of the Cambridge Philosophical Society. — 1927. — Vol. 23. — P. 542—548. — doi:10.1017/S0305004100011683.
- Thomas L. H. The kinematics of an electron with an axis // Philosophical Magazine. — 1927. — Vol. 3. — P. 1—22. — doi:10.1080/14786440108564170.
- Thomas L. H. Radiation field in a fluid in motion // Quarterly Journal of Mathematics. — 1930. — Vol. 1. — P. 239—251. — doi:10.1093/qmath/os-1.1.239.
- Thomas L. H. The interaction between a neutron and a proton and the structure of H{\displaystyle ^{3}} // Physical Review. — 1935. — Vol. 47. — P. 903—909. — doi:10.1103/PhysRev.47.903.
- Thomas L. H. The paths of ions in the cyclotron I. Orbits in the magnetic field // Physical Review. — 1938. — Vol. 54. — P. 580—588. — doi:10.1103/PhysRev.54.580.
- Shaffer W. H., Nielsen H. H., Thomas L. H. The rotation-vibration energies of tetrahedrally symmetric pentatomic molecules. I // Physical Review. — 1939. — Vol. 56. — P. 895—907. — doi:10.1103/PhysRev.56.895.
- Thomas L. H. A Practical Method for the Solution of Certain Problems in Quantum Mechanics by Successive Removal of Terms from the Hamiltonian by Contact Transformations of the Dynamical Variables Part I. General Theory // Journal of Chemical Physics. — 1942. — Vol. 10. — P. 532—537. — doi:10.1063/1.1723760.
- Thomas L. H. Note on Becker's Theory of the Shock Front // Journal of Chemical Physics. — 1944. — Vol. 12. — P. 449—453. — doi:10.1063/1.1723889.
- Sheldon J., Thomas L. H. The use of large scale computing in physics // Journal of Applied Physics. — 1953. — Vol. 24. — P. 235—242. — doi:10.1063/1.1721257.
- Thomas L. H. The stability of plane Poiseuille flow // Physical Review. — 1953. — Vol. 91. — P. 780—783. — doi:10.1103/PhysRev.91.780.
- Bakamjian B., Thomas L. H. Relativistic particle dynamics. II // Physical Review. — 1953. — Vol. 92. — P. 1300—1310. — doi:10.1103/PhysRev.92.1300.
- Thomas L. H. Satellite Countermeasures (англ.) // Time : magazine. — 1954, May 3rd.
- Thomas L. H., Umeda K. Atomic Scattering Factors Calculated from the TFD Atomic Model // Journal of Chemical Physics. — 1957. — Vol. 26. — P. 293—303. — doi:10.1063/1.1743287.